# Szajch Chauruz
Szajch Chauruz (arab. شيخ خورز) – wieś w Syrii, w muhafazie muhafazie Aleppo. W 2004 roku liczyła 478 mieszkańców.